# Vichte
Vichte är en ort i Belgien.   Den ligger i provinsen Västflandern och regionen Flandern, i den västra delen av landet, 70 km väster om huvudstaden Bryssel. Vichte ligger 19 meter över havet och antalet invånare är 4 347.
Terrängen runt Vichte är platt. Runt Vichte är det ganska tätbefolkat, med 90 invånare per kvadratkilometer.. Närmaste större samhälle är Kortrijk, 9,6 km väster om Vichte.
Trakten runt Vichte består till största delen av jordbruksmark.